# Zmajeva usta (biljni rod)
Zmajeva usta (pčelinjak; lat. Horminum), monotipski biljni rod trajnica iz porodice medićevki, raširen po Europi. Jedina vrsta je H. pyrenaicum, u Hrvatskoj nazivana zmajva usta ili prinejski pčelinjak. Dobila je ime po Pirenejima, a raste i u Hrvatskoj.

## Galerija
- H. pyrenaicum
- H. pyrenaicum
- H. pyrenaicum